# Gavin Thorley
Gavin Howard Thorley (* 11. Juni 1947 in Wellington; † 3. Juli 2022 ebenda) war ein neuseeländischer Leichtathlet.

## Leben
Gavin Thorley wurde 1972 neuseeländischer Meister über 10.000 Meter und startete für Neuseeland bei zwei Crosslauf-Events. Bei den Olympischen Sommerspielen 1972 kam er sowohl über 5000 als auch über 10.000 m nicht über den Vorlauf hinaus. Aufgrund von Problemen mit den Lendenwirbeln beendete er nach seiner Rückkehr nach Neuseeland seine Karriere.
Thorley war als Grafikdesigner tätig, ehe er später in die Immobilienverwaltung und -entwicklung wechselte.